# Содружество польского народа
Содружество польского народа или Союз польского народа (пол. Związek Ludu Polskiego или Stowarzyszenie Ludu Polskiego) — тайная польская освободительная организация, существовавшая в 1835—39 годах.
Основана в 1835 году в Краковской республике и Галиции, в дальнейшем ячейки союза распространились в Царстве Польском, Литве, а также в Белоруссии и на Украине. Одним из основателей Содружества польского народа был Шимон Конарский. Идеологически организация была родственна Польскому демократическому обществу, она связывала задачи борьбы за национальное освобождение с ликвидацией феодального строя и вовлечением в борьбу простого народа, однако агитационная деятельность общества среди крестьянства была невелика. 
Арест Конарского и его сподвижников в 1838 году повлек за собой разгром ячеек организации в Литве, Белоруссии и на Украине. На рубеже 30-х и 40-х годов XIX века были разбиты галицийские ячейки и дочерние организации. В 1839 году арестована варшавская группа Содружества (так называемые свентокшижцы). 
В Царстве Польском в начале 40-х годов продолжала действовать организация Содружества польского народа, руководимая Эдвардом Дембовским, называемая в полицейских отчётах «Союз польского народа». Некоторыми историками она рассматривается как новая организация. 
Деятельность Содружества польского народа сыграла важную роль в подготовке Краковского восстания 1846 года.

## Источник
- Советская историческая энциклопедия.